# American Society of Criminology
Die American Society of Criminology (ASC) ist die größte internationale kriminologische Fachgesellschaft. Sie trägt diesem Namen seit November 1957, existierte aber unter anderen Namen seit 1939. Ihr Sitz ist in Columbus (Ohio). Derzeitige Präsidentin (seit November 2024) ist  Katheryn Russell-Brown.
Ziel der Gesellschaft ist es, in einem multidisziplinären Rahmen den Austausch von Forschern, Lehrern und Praktikern zu fördern, um die kriminologische Wissenschaft zu fördern und als Forum für die Verbreitung kriminologischen Wissens zu dienen. Zu den ASC-Mitgliedern zählen Studenten, Praktiker und Akademiker aus den verschiedensten Bereichen der Strafrechtspflege und Kriminologie.
Die ASC veröffentlicht die Zeitschriften Criminology und Criminology & Public Policy sowie den Newsletter The Criminologist.
1963 entstand als Abspaltung die Academy of Criminal Justice Sciences.

## Liste der ASC-Präsidentschaften
Folgende Personen wurden bisher zu ASC-Präsidenten gewählt.:
- 2026 – Natasha Frost (designiert)
- 2025 – Katheryn Russell-Brown (seit November 2024)
- 2024 – Valerie Jenness
- 2023 – Shadd Maruna
- 2022 – Janet Lauritsen
- 2021 – Daniel Nagin
- 2020 – Sally S. Simpson
- 2019 – Meda Chesney-Lind
- 2018 – Karen Heimer
- 2017 – James P. Lynch
- 2016 – Ruth D. Peterson
- 2015 – Candace Kruttschnitt
- 2014 – Joanne Belknap
- 2013 – Robert Agnew
- 2012 – Robert J. Sampson
- 2011 – Steven Messner
- 2010 – Richard Rosenfeld
- 2009 – Todd Clear
- 2008 – Robert J. Bursik
- 2007 – Michael Tonry
- 2006 – Gary LaFree
- 2005 – Julie Horney
- 2004 – Francis T. Cullen
- 2003 – John H. Laub
- 2002 – Lawrence W. Sherman
- 2001 – C. Ronald Huff
- 2000 – Roland J. Chilton
- 1999 – David P. Farrington
- 1998 – Margaret A. Zahn
- 1997 – James F. Short
- 1996 – Charles F. Wellford
- 1995 – Freda Adler
- 1994 – Jerome H. Skolnick
- 1993 – Delbert S. Elliott
- 1992 – Alfred Blumstein
- 1991 – John Hagan
- 1990 – Joan Petersilia
- 1989 – Joan McCord
- 1988 – William J. Chambliss
- 1987 – Michael R. Gottfredson
- 1986 – Lloyd E. Ohlin
- 1985 – Austin Turk
- 1984 – Albert J. Reiss
- 1983 – Travis Hirschi
- 1982 – Harry E. Allen
- 1981 – Frank R. Scarpitti
- 1980 – Daniel Glaser
- 1979 – Ronald L. Akers
- 1978 – C. Ray Jeffery
- 1977 – William E. Amos
- 1976 – Gilbert Geis
- 1975 – Nicholas N. Kittrie
- 1974 – Edward Sagarin
- 1973 – John C. Ball
- 1972 – Charles L. Newman
- 1971 – Simon Dinitz
- 1970 – Albert Morris
- 1969 – Bruno M. Cormier
- 1968 – Gerhard O.W. Mueller
- 1967 – Marvin E. Wolfgang
- 1966 – Walter C. Reckless[6]
- 1963 – Donal E. J. MacNamara[7]
- 1959 – Marcel Frym
- 1958 – John Kenney[8]